# Хотин (округ Комарно)
Хотин (словац. Chotín) — село в окрузі Комарно Нітранського краю Словаччини. Площа села 20,43 км². Станом на 31 грудня 2015 року в селі проживало 1382 жителів.
Поруч прокладений Патінський канал.

## Історія
Перші згадки про село датуються 1138 роком.

## Населення
| Рік:            | 1994. | 2004.   | 2014.   | 2024.   |
| --------------- | ----- | ------- | ------- | ------- |
| Кількість осіб: | 1468  | 1417    | 1383    | 1385    |
| Різниця:        |       | -3,47 % | -2,39 % | +0,14 % |

| Рік:            | 2023. | 2024.   |
| --------------- | ----- | ------- |
| Кількість осіб: | 1392  | 1385    |
| Різниця:        |       | -0,50 % |